# Pizza marinera
La pizza marinera (en italiano: pizza marinara) es una pizza napolitana típica condimentada con tomate, ajo, orégano y aceite. Se trata de la pizza napolitana más popular, junto con la Margarita. No debe confundirse con la pizza de marisco (frutti di mare).

## Historia
Esta pizza debe su nombre al hecho de que sus ingredientes se conservan mucho tiempo, de forma que podían transportarse fácilmente para que los marineros la elaborasen en sus largos viajes. También se dice que el nombre procede de que en un principio se le añadían peces pequeños, ingrediente que ya no se emplea. Francesco De Bouchard describió en 1866 los principales tipos de pizza, que actualmente se denominan marinera, Margarita y calzone:

Las pizzas más comunes, llamadas coll'aglio e l'oglio (‘con ajo y aceite’), se condimentan con aceite, sobre el que se extiende sal, orégano y trozos de ajo muy picado. Otras se cubren con queso rallado y se condimentan con manteca de cerdo, poniéndose luego encima unas cuantas hojas de albahaca. A las primeras se añaden con frecuencia peces pequeños, y a las segundas lonchas finas de mozzarella. A veces se emplean lonchas de prosciutto, tomate, almejas, etcétera. A veces se dobla la masa sobre sí misma formando lo que se llama calzone.